# Isidoro Sota
Isidoro Sota García, surnommé Yoyo (né le 4 février 1902 et le 8 décembre 1976) était un footballeur mexicain qui jouait gardien de but.

## Biographie
Il participe à la Coupe du monde de football 1930 avec le Mexique, en tant que gardien de but remplaçant d'Oscar Bonfiglio le gardien titulaire.
Il ne joue qu'un seul match durant le tournoi, contre le Chili.